# A Kozma utcai izraelita temető nevezetes halottainak listája

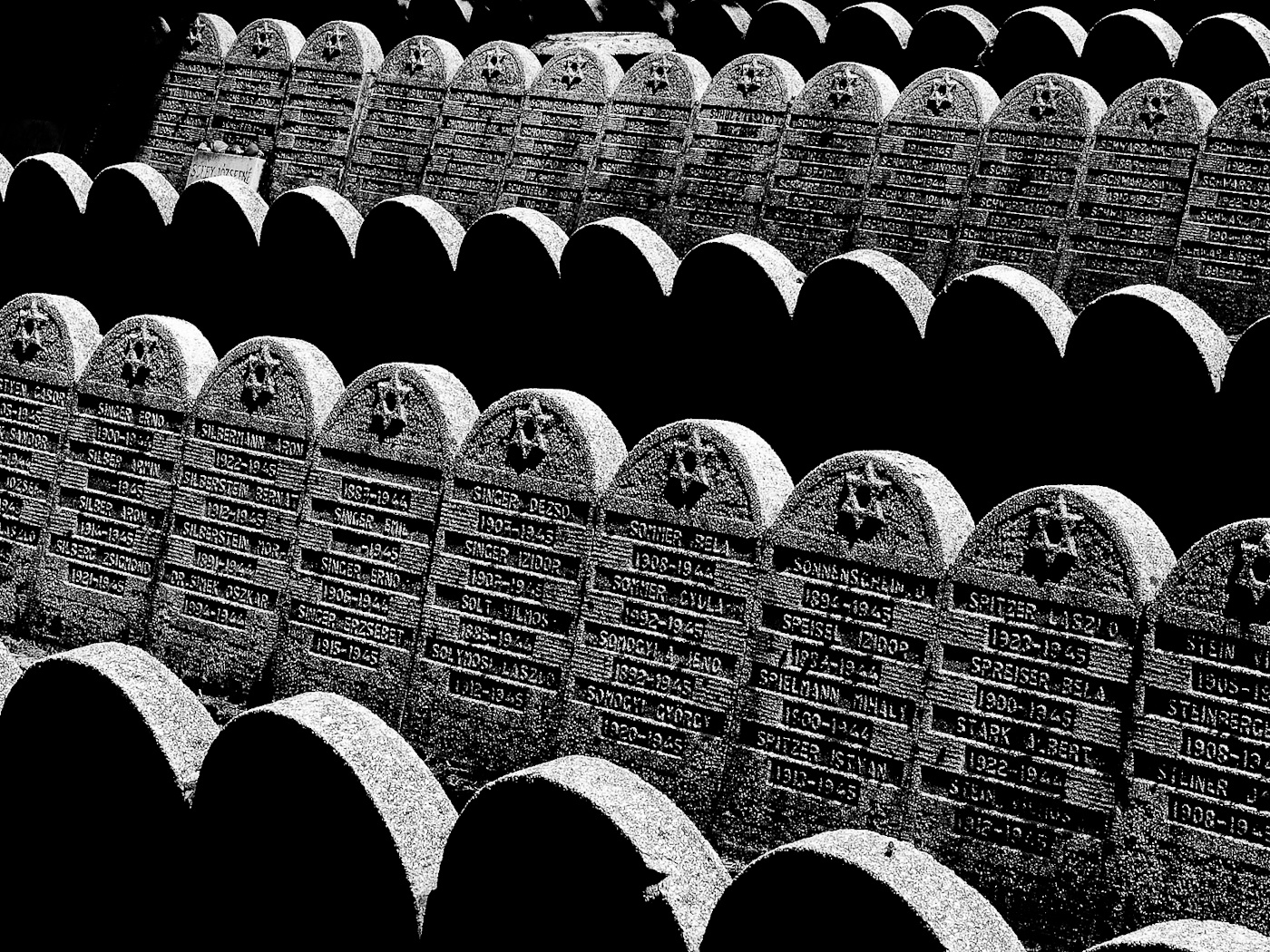
A holokauszt áldozatainak síremlékei

Ezen a lapon a Kozma utcai izraelita temető nevezetes halottainak listája található, családi név szerinti betűrendben, születési és halálozási évvel, a sírhely pontos megjelölésével kapcsos zárójelben.
| Ábécé szerinti tartalomjegyzék                                                                           |
| --- |
| A, Á B C Cs D Dz Dzs E, É F G Gy H I, Í J K L Ly M N Ny O, Ó Ö, Ő P Q R S Sz T Ty U, Ú Ü, Ű V W X Y Z Zs |

## A, Á
- Abrahamsohn Manó (1887–1960) izraelita hitközségi vezető kántor, a Pesti Izraelita Hitközség főkántora [1C-11-18]
- Acsády Ignác (1845–1906) történetíró [5-1-8]
- Acsády Jenő (1853–1940) mérnök [17A-3-19]
- Ádám György (1922–2013) orvos, pszichofiziológus
- Adler Sándor (1897–1950) sebészorvos [3bal-33-11]
- Adler Simon (1861–1930) gyógypedagógus [16B-4-42]
- Ágoston Géza (1875–1936) építész [21-5-18]
- Alexander Bernát (1850–1927) filozófus [58-11-10]
- Alfonzó (1912–1987) színész – lásd: Markos József
- Almai Artúr (1894–1978) fogorvos, szájsebész [5B-6-16]
- Alpár Sándor (1892–1943) festő, grafikus [30B-7-1]
- Andai Györgyi (1947–2016) színésznő [12/1-9-6]
- Antal Gézáné Wertheimer René (1873–1914) újságíró [14-40-6]
- Ányos László (1881–1936) nótaköltő [17-1-8]
- Aranyosi Miksa (1855–1939) pedagógus [17A-7-4]
- Aschner Lipót (1872–1952) Egyesült Izzó igazgatója (1921–44, 1948–53) [3C-1-18]
- Aszódi Weil Erzsébet (1901–1976) festő, grafikus [A-4-3]
- Aszódi Zoltán (1891–1971) belgyógyász, egyetemi tanár, az orvostudományok kandidátusa [1E-2-13]

## B

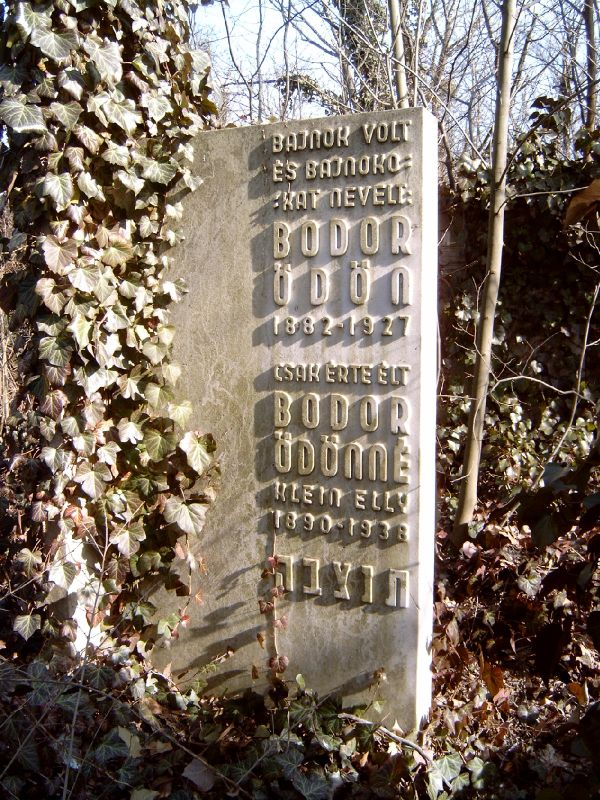
Bodor Ödön

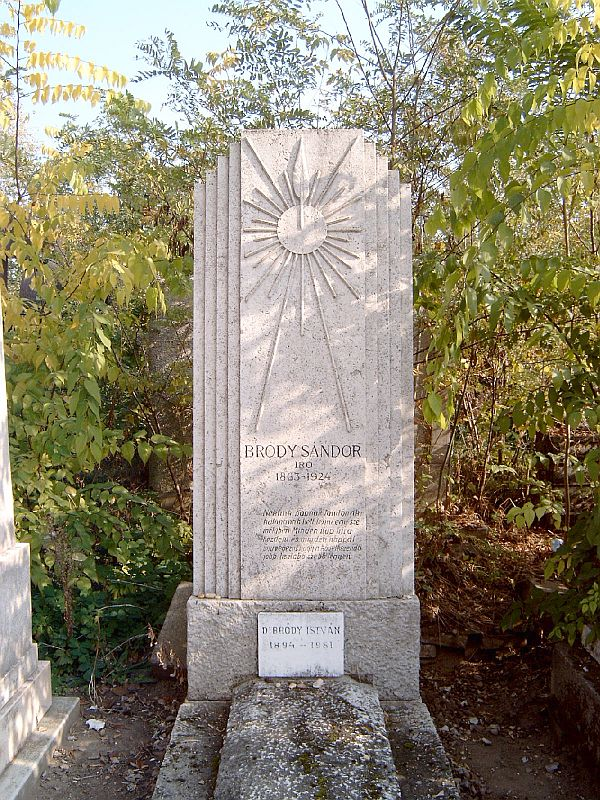
Bródy Sándor

- Bacher Béla (1890–1960) művészettörténész [1B-18-15]
- Bakonyi Miksa (1862–1935) újságíró, szakíró, szerkesztő, író [17A-5-29]
- Bakonyi Samu (1862–1922) politikus, újságíró, ügyvéd [5-1-37]
- Balassa Emil (1888–1944) újságíró, színpadi szerző [A-1-2]
- Balassa Jenő (1859–1926) színész [20A-13-5]
- Balázs József Róbert (1930–2010) Ferenczy Noémi-díjas képzőművész [38-43-3] [halott link]  Archiválva 2020. június 16-i dátummal a Wayback Machine-ben
- Balázs Márta (1927–1994) orvos, patológus, gasztroenterológus [5B-6-22]
- Balázs Mór (1849–1897) magánzó
- Bálint Aladár (1881–1924) író, újságíró, kritikus [17-33-29]
- Bálint Lajos (1869–1926) újságíró, szerkesztő [5A-1-38]
- Bálint Rezső (1885–1945) festőművész, grafikus [1A-14-13]
- Balla Miklós (1874–1912) író, költő, újságíró [21-5-11]
- Balla Vilmos (1862–1934) újságíró, író [17-22-49]
- Bánó Endre (1922–1992) grafikus [17A-1-4]
- Bánóczi József (1849–1926) irodalomtörténész [5B-11-5]
- Bánóczi László (1884–1945) színházi szakíró, rendező [5B-8-1]
- Barabás Loránd (1884–1941) újságíró, színházigazgató, dramaturg, színházi kritikus, műfordító [1A-8-19]
- Baracs Marcell (1865–1933) ügyvéd, jogi író, politikus [3D-11-1]
- Barát Endre (1907–1976) író [5B-8-22]
- Bárdos László (1897–1960) író, újságíró, dramaturg [1C-8-1]
- Bárdos Pál (1936–2017) író, egyetemi oktató, dramaturg
- Barna Izidor (1860–1911) újságíró, költő [5-1-26]
- Baron Ede Illés (1857–1940) újságíró, lapszerkesztő
- Báron Jónás (1845–1911) sebész főorvos [5-1-17]
- Bársony Aladár (1886–1943) színész [27A-20-9]
- Bársony Dóra (1888–1972) opera-énekesnő [1A-2-25]
- Bársony Jenő (1894–1969) orvos, szülész-nőgyógyász [5B-6-3]
- Bársony Tivadar (1887–1942) orvos, röntgenológus [1B-23-28]
- Barta Gábor (1865–1930) tisztiorvos [15-3-21]
- Barta Mór (1873–1953) nyelvész, tanár [1C-5-20]
- Bartos Gyula (1872–1945) színész [5B-10-27]
- Bátor Szidor (1859–1929) zenetanár, zeneszerző [2-43-17]
- Bátori Ármin (1859–1927) zoológus, botanikus [15-22-32]
- Báttaszéki Lajos (1844–1921) ügyvéd, publicista [16-40-16]
- Baumhorn Lipót (1860–1932) építész [3jobb-77-21]
- Beamter Jenő (1912–1984) dzsessz-zenész [3A-3-22]
- Beck Schwarz Elza (1887–1967) festő, grafikus [17B-25-19]
- Bede Jób (1869–1919) író, újságíró [14-40-20]
- Bein Károly (1853–1907) pedagógus [5-1-9]
- Béla Pál (1865–1944) szemorvos [17B-15-15]
- Benedict Gyula (1876–1934) építész
- Berczeller Imre (1861–1936) szülész-nőgyógyász, kórházi főorvos [5-2-16]
- Berény Henrik (1871–1932) hegedűművész, zeneszerző [15-2-34]
- Berényi Sándor (1865–1943) ügyvéd, jogi szakíró [3jobb-63-39)
- Bergl Hédi (1911–1985) zenepedagógus, főiskolai tanár [24-40-37]
- Bernauer Géza (1874–1945) gépészmérnök [17-19-48]
- Bernauer Izidor (1860–1945) gépészmérnök [19-1-34]
- Bernauer Zsigmond (1864–1942) vegyészmérnök [19-1-35]
- Biedermann János (1887–1967) belgyógyász
- Bihari Klára (1917–1997) író, költő [5B-8-22]
- Bíró Endre (1919–1988) biokémikus [U2-55-36]
- Bíró Jenő (1883–1972) állatorvos, mikrobiológus [1C-11-43]
- Blauner Mór (1876–1949) ügyvéd [1A-9-22]
- Bleier Lili (1899–1939) zongorista, hárfaművész, sanzonénekesnő [30B-3-34]
- Bloch Alfréd (1873–1947) műépítész
- Bloch Henrik (1854-1923) pedagógus [5A-1-35]
- Bloch József (1862–1922) hegedűművész, zenepedagógus, zeneszerző [5-1-38]
- Blum Zoltán (1892–1959) labdarúgó [5D-33-1]
- Boda Ernő (1887–1967) ügyvéd, hitközségi vezető [3A-7-20]
- Bodó Béla (1903–1970) író, újságíró [1E-2-24]
- Bodor Imre (1882–1958) operaénekes, színész
- Bodor Ödön (1882–1927) sportújságíró, távfutó [15-2-4]
- Bogdán Ernő (1886–1964) gyermekorvos, egészségügyi főtanácsos, az Országos Gyermekvédő Liga igazgató-főorvosa [3A-7-4]
- Bogdányi Mór (1854–1923) újságíró, író, lapszerkesztő, kereskedelmi tanácsos [7A-2-34]
- Bogyó Samu (1857–1928) tanár, matematikus [16-7-39]
- Bolmányi Ferenc (1909–1990) festőművész [5B-9-32]
- Boross Elemér (1900–1971) költő, színműíró [5B-8-20]
- Böhm Ádám (1944–2020) szívsebész, egyetemi tanár
- Braun Miksa (1894–1954) orvos, belgyógyász
- Braun Róbert (1879–1937) szociológus, könyvtáros, falukutató, lexikográfus [17A-5-14]
- Braun Sándor (1866–1920) újságíró [5-1-31]
- Breuer Imre (1892–1962) építőmérnök [32/1-16-1]
- Bródy András (1892–1964) újságíró [5A-1-12]
- Bródy Ernő (1881–1945) újságíró, szerkesztő [5B-10-16]
- Bródy Imre (1918–1983) újságíró, író [F-29-46]
- Bródy László (1897–1984) költő, író, ügyvéd [5B-9-40]
- Bródy Lili (1906–1962) író, újságíró, költő [5-15-9]
- Bródy Miksa (1873–1924) író, újságíró, műfordító [5-1-39]
- Bródy Péter (1952–2024) televíziós rendező, ügyvezető
- Bródy Sándor (1863–1924) író, drámaíró [5-1-40]
- Büchler József (1886–1958) nyomdász, politikus [5B-11-39]
- Büchler Róbert (1922–1992) pszichológus, egyetemi tanár
- Bürger Zsigmond (1856–1908) gordonkaművész [3jobb–47–31]

## Cs
- Csalány Béla (1879–1948) festőművész [22-29-16]
- Csapó Jenő (1873–1954) festőművész [24A-16-13]
- Csermely Gyula (1866–1939) ügyvéd, író, újságíró [17A-4-34]
- Csillag István (1913–1997) sebészorvos, orvostörténész [1D1-17-3]

## D

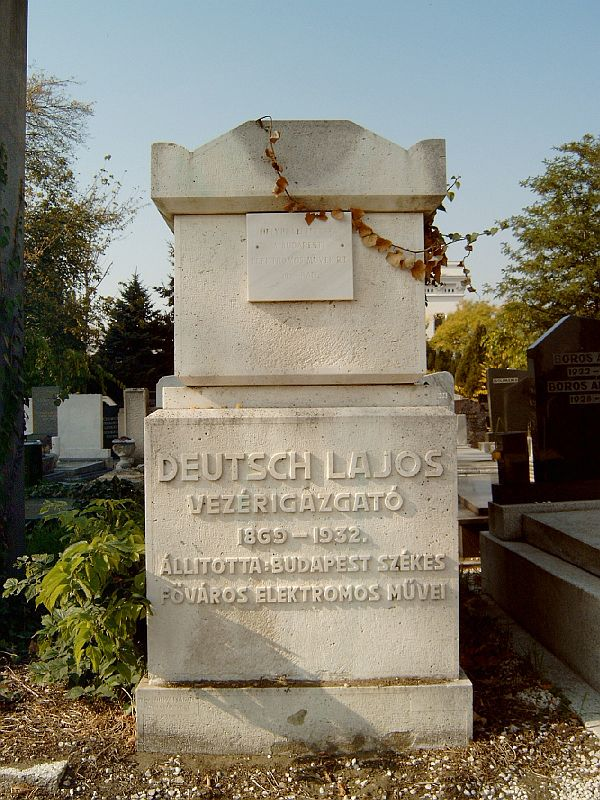
Deutsch Lajos sírja

- Dárday Andor (1914–1986) az Operaház művészeti titkára, örökös tagja [5B-9-38]
- Deák Pál (1909–1965) orvos, radiológus, egyetemi tanár [5B-7-5]
- Delli Emma (1866–1929) színésznő, rendező [4A-20-8]
- Décsi Viktor (1872–1956) bankigazgató [3B-32-39]
- Dénes Dezső (1877–1938) építész [38A-54-10]
- Déri Jenő (1869–1942) operaénekes [1A-11-7]
- Déry Hugó (1887–1949) színész [17B-1-18]
- Deutsch Lajos (1869–1932) a Budapesti Elektromos Művek vezérigazgatója
- Dick Bódog (1893–1948) újságíró, kiadóigazgató [17-37-1]
- Diósy Béla (1863–1930) zenekritikus, író, újságíró, főiskolai tanár [15-36-31]
- Diósyné Handel Berta (1869–1927) opera-énekesnő [15-36-31]
- Dirnfeld Janka (1876–1954) nőjogi aktivista [1-16-17]
- Diskay Sándor (1883–1953) fotográfus, fotóművész [33C-3-8]
- Donáth Ede (1865–1945) karmester, zeneszerző [17A-18-10]
- Donáth Gyula (1850–1909) szobrászművész [5-1-16]
- Dózsáné Kovács Klára (1912–1972) gyermekgyógyász [U1-24-2]

## E, É
- Eichbaum Mór (1869–1958) kőfaragó mester és cégvezető
- Elkán György (1934–2011) gyermekgyógyász
- Elsner Henrik (1887–1944) ügyvéd
- Ember Judit (1935–2007) Balázs Béla-díjas filmrendező, Kiváló művész
- Engel József (1815–1901) szobrász [2-2-5]
- Eötvös Leó (1881–1920) újságíró, szerkesztő [11-3-13]
- Erdős Lajos (1879–1942) pedagógus [24-44-20]
- Erdős Pál (1913–1996) matematikus [17A-6-29]
- Erdős Richárd (1881–1912) operaénekes [8-35-13]
- Erdősi Dezső (1875–1931) újságíró [15-2-30]
- Érdy Pál (1905–1952) operaénekes [1C-6-13]
- Ernst Lajos (1872–1937) mecénás, múzeumalapító [4-10-3]
- Epstein László (1865–1923) elme- és idegorvos, egyetemi magántanár [16-2-30]
- Eulenberg Salamon (1853–1930) ügyvéd, az Országos Izraelita Iroda elnöke [5B-11-23]

## F

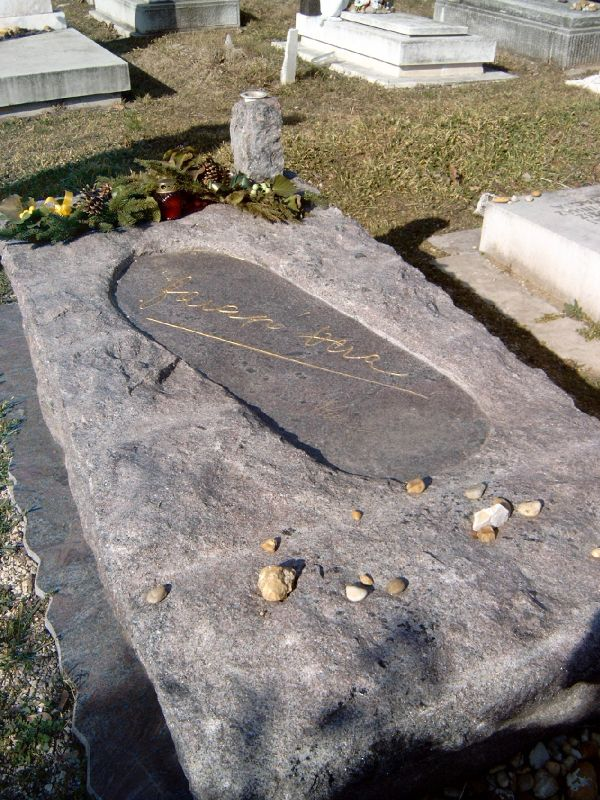
Faragó Vera

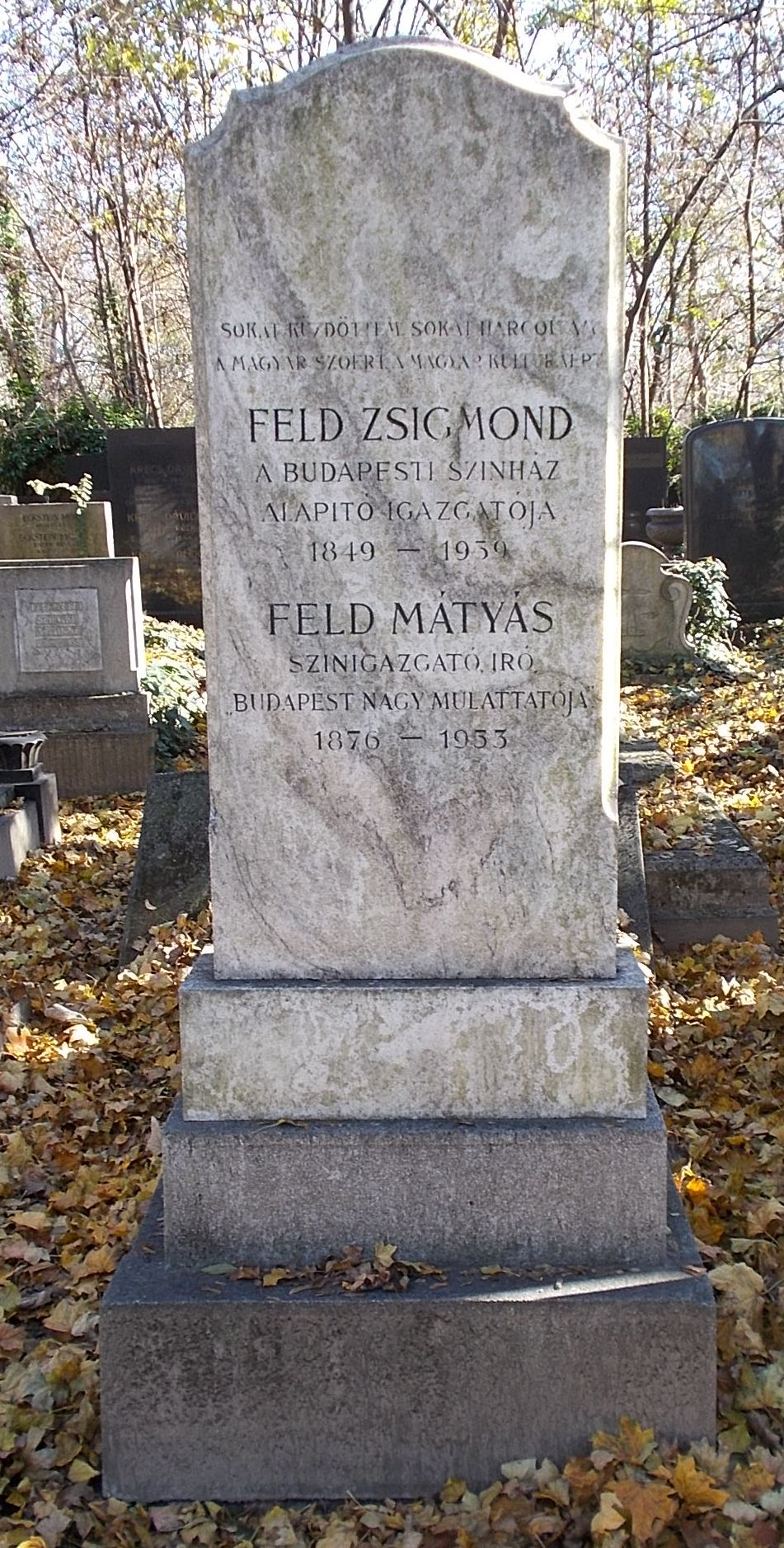
Feld Zsigmond és Mátyás sírja

- Faludi Jenő (1873–1933) színházigazgató [15-2-43]
- Falus Ferenc (1896–1971) író, újságíró [1E-4-32]
- Falus Ferenc (1950–2022) orvos, tüdőgyógyász, országos tisztifőorvos
- Faragó Gyula (1861–1920) orvos, gyermekgyógyász [11-5-20]
- Faragó László (1896–1967) jogász, újságíró, lapszerkesztő, politikus [3A-8-17]
- Faragó Vera (1937–2004) színésznő [5B-9-26]
- Farkas Ignác (1875–1943) orvos, kórházigazgató, egészségügyi főtanácsos [5B-10-6]
- Fayer László (1842–1906) jogász [5-1-7]
- Fazekas István (1895–1937) gyermekgyógyász [30B-15-16]
- Fehér Artúr (1886–1945) színművész, előadó- és szavalóművész [17-1-33]
- Fehér György (1939–2002) filmrendező [4A-17-11]
- Fehér Ferenc (1933–1994) filozófus, esztéta, kritikus [3E1-9-1]
- Fehér Klára  (1919–1996) írónő [5B-9-20]
- Fejér Endre (1901–1971) bőrgyógyász, kórházi főorvos [30B-14-4]
- Fejér Gyula (1868–1936) szemorvos, kórházi főorvos [1B-23-19]
- Fejér Lajos (1877–1945) építész
- Fekete József (1882–1941) színművész [17C-16-30]
- Fekete Pál (1900–1965) sportújságíró [3C-10-13]
- Feith Mihály (1892–1976) építészmérnök [5B-11-37]
- Feld Mátyás (1876–1953) színész, színigazgató [1A-1-25]
- Feld Zsigmond (1849–1939) színész, színigazgató [1A-1-25]
- Felekiné Gáspár Anni (1902–1992) festőművész [5B-8-23]
- Felkai László (1920–2007) neveléstörténész (U2-86-8]
- Fenyő Emil (1889–1980) színész [5B-9-31]
- Fenyő János (1954–1998) fotóriporter [D-5-23]
- Feuer László (1842–1906) jogtudós, a gyorsírás továbbfejlesztője [5-1-7]
- Fényes Mór (1866–1949) rabbi [17B-21-1]
- Fleischmann László (1878–1962) orvos, fül-orr-gégész, egyetemi tanár [5B-7-2]
- Fleischmann Sándor (1862–1916) jogász, újságíró [5-2-35]
- Fleissig Sándor (1869–1939) bankár [3C-1-6]
- Fodor Fruzsina (1865–1940) színésznő [15-32-43]
- Fodor Imre (1891–1956) belgyógyász, egyetemi tanár [5B-10-42]
- Fodor Izsó (1873–1931) hegedűművész, zenekari igazgató, tanár [15-2-25]
- Fokos-Fuchs Dávid (1884–1977) nyelvész [5B-9-5]
- Forrai György (1907–1984) zeneszerző [5B-2-1]
- Forró Pál (1884–1942) író, forgatókönyvíró, műfordító, ügyvéd [17A-2-16]
- Föld Aurél (1877–1970) újságíró, színházigazgató [11-31-22]
- Földes Artúr (1878–1938) újságíró, ügyvéd [25-11-18]
- Földes Lajos (1869–1958) szülész-nőgyógyász
- Fraknói Károly (1900–1966) karnagy, zeneszerző [5B-8-18]
- Frank György (1910–1959) orvos, sebész [C-5-30
- Frank Ödön (1859–1941) orvos, higiénikus [17A-2-23]
- Frey Ernő (1873–1937) ideg- és elmeorvos, egyetemi magántanár, kórházi főorvos, kórházigazgató [1A-3-9]
- Fried Margit (1881–1940) író, újságíró, lapszerkesztő [17A-3-7]
- Friedmann Jónás (1877–1947) rabbi, hitoktató [1A-5-20]
- Frisch Ármin (1866–1948) tanár, irodalomtörténész [17A-9-15]
- Fuchs Dénes (1886–1947) orvos, egyetemi magántanár, kórházigazgató [5B-10-23]
- Füredi Ignác (1837–1909) pedagógus, író [5-1-13]

## G
- Gábor Gyula (1869–1936) jogi író [5A-1-17]
- Gábor József (1879–1929) énekes (tenor), rendező, színész, műfordító [5B-11-15]
- Gál Dezső (1901–1980) újságíró, színházi rendező [1C-7-7]
- Gál György Sándor (1907–1980) író, zenetörténész [5B-9-28]
- Gál István (1917–1979) bányamérnök, a Tatabányai Szénbányák igazgatója (1953–79) [5B-2-26]
- Gálfi János (1934–1997) előadóművész [1C-2-31]
- Gallai Péter (1953–2019) zeneszerző, énekes, billentyűs [U1-34-12]
- Gallia Béla (1870–1954) kúriai tanácselnök, jogi író [5B-10-8]
- Galsay Ervin (1923–1976) operaénekes [4A]
- Gara Illés (1868–1918) szabómester, író
- Garai Ferenc (1876–1949) író, újságíró, lapszerkesztő [15-41-23]
- Garai Imre (1905–1969) zeneszerző, dalszövegíró [1E-2-12]
- Garami Gábor (1952–2019) Balázs Béla díjas filmproducer [5B-4-41]
- Gartner Pál (1900–1975) orvos, ideggyógyász, pszichoanalitikus, egyetemi tanár, törvényszéki elmeszakértő, műfordító [5B-6-12]
- Gárdos Péter (1940–1956) újságíró, 1956-os mártír [A-19-5]
- Gáspár Bernát (1865–1946) műfordító, nyelvtanár [38A-80-17]
- Gedő Ilka (1921–1985) festő, grafikus [U2-55-36]
- Geiger Richárd (1870–1945) festőművész, grafikus [22-31-14]
- Gelléri Mór (1854–1915) közgazdasági író, az iparfejlesztés kiemelkedő alakja [5-1-24]
- Gellért Lajos (1885–1963) színész [3C-2-4]
- Gergely Éva (1914–1993) fogorvos, egyetemi adjunktus [5B-6-16]
- Gerő Attila (1870–1916) író, költő, újságíró [9-11-37]
- Gerő Sándor (1904–1992) orvos, belgyógyász, egyetemi tanár [5B-1-13]
- Gerőfi Ilona (1880–1941) színésznő [1A-1-26]
- Glatter Ármin (1861–1931) festőművész [7A-6-23]
- Glatter Gyula (1886–1927) festőművész [7A-6-22]
- Glücksthal Samu (1864–1937) ügyvéd, politikus, felsőházi tag [3C-1-2]
- Goda Géza (1874–1954) író, újságíró, műfordító [5B-8-2]
- Goldziher Ignác (1850–1921) orientalista [2-1-8]
- Goldziher Károly (1881–1955) matematikus [2-1-8]
- Gombos László (1914–1981) újságíró, szerkesztő, műfordító [5-2-21]
- Gonda Henrik (1880–1942) ügyvéd, jogász, gyorsíró, miniszteri tanácsos [3-77-24]
- Gosztonyi Lajos (1909–1945) újságíró
- Góth Jenő (1879–1961) építész [28A-33-91]
- Gózon Gyula (1885–1972) színész [5B-9-27]
- Gömöri Béla (1913–1974) fül-orr-gégész, az orvostudományok kandidátusa [5B-7-18]
- Gönczi Judit (1942–1995) belgyógyász, radiológus, az orvostudományok kandidátusa (1E-22-39]
- Gránát József (1903–1982) hegedűművész, hegedűtanár, karnagy [U2-56-21]
- Greiner Jenő (1865–1917) újságíró
- Groszmann Ferenc (1882–1959) gyermekgyógyász, kórházi főorvos [5B-10-41]
- Gruber Lajos (1855–1907) jogász [5-6-11]
- Grünfeld Vilmos (1855–1921) hegedűművész [5A–2–36]
- Grünhut Ármin (1873–1941) ügyvéd, ügyész [5-3-33]
- Grünwald Dezső (1893–1963) orvos [27B-20-21]
- Grünwald Fülöp (1887–1964) történész [5B-9-1]
- Grünwald Mór (1851–1912) szülész-nőgyógyász, balneológus, királyi tanácsos [3bal-32-11]
- Gulyás Menyhért (1875–1959) színész, rendező, színigazgató [17C-10-36]
- Guthi Soma (1866–1930) ügyvéd, újságíró, író [15-2-19]
- Guttenberg Pál (1859–1936) író, tanár [38A-15-8]
- Gutwillig József (1856–1934) építész [2A-9-9]

## Gy
- Gyárfás Dezső (1882–1921) színész, komikus [11-8-35]
- Gyenes Gitta (1887–1960) festőművész, grafikus [1A-8-18]
- Gyenes Ernő (1891–1937) gyermekgyógyász, egyetemi tanársegéd [17B-5-27]
- Gyomai Zsigmond (1861–1923) ügyvéd, jogi író [16-1-22]
- Gyöngyi Izsó (1860–1923) színész, színigazgató [16-3-17]
- Györki Imre (1886–1958) ügyvéd, politikus, országgyűlési képviselő [1C-1-9]
- Győri Matild (1879–1961) színésznő [13-40-10]

## H

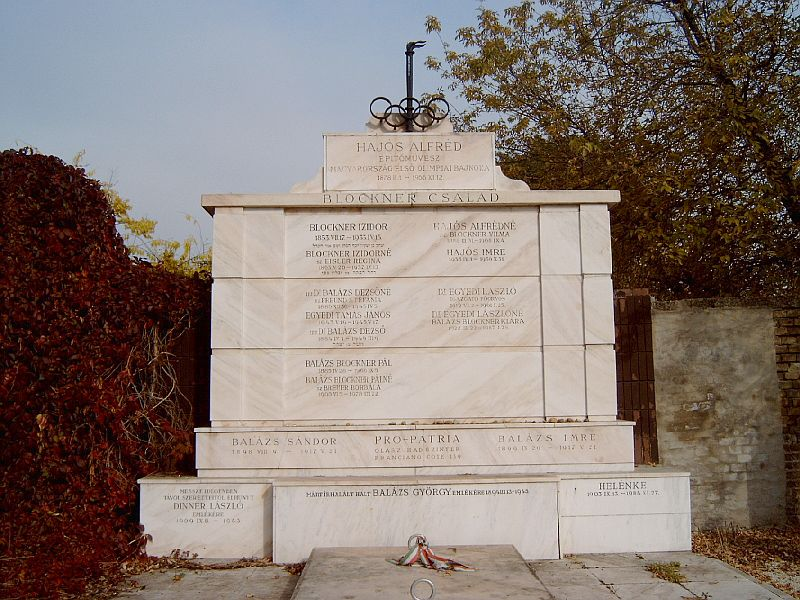
Hajós Alfréd olimpiai bajnok úszó sírja

- Haar Alfréd (1885–1933) matematikus [1B-23-4]
- Haber Samu (1866–1920) újságíró
- Hadas Krisztina (1971–2024) újságíró, szerkesztő, riporter
- Haiman Hugó (1881–1932) műfordító, tanár
- Hajnal Adolf (1852–1920) pedagógus, iskolaigazgató [3jobb-31-2]
- Hajnal Anna (1907–1977) költő [5B-8-21]
- Hajnal Gábor (1912–1987) költő, műfordító, szerkesztő [5B-8-28]
- Hajdu Marcell (1870–1936) ügyvéd, politikus jogi író, hitközségi vezető [4-23-4]
- Hajós Alfréd (1878–1955) építészmérnök, olimpiai bajnok úszó [B-18-11]
- Halasi-Fischer Ödön (1885–1965) kereskedő, lapszerkesztő, részvénytársaság-igazgató [1B-23-9]
- Halász Náthán (1834–1910) iskolaigazgató, újságíró, lapszerkesztő, tanító [5-26-1]
- Hanák Árpád (1889–1941) zenepedagógus, zongoraművész [17A-2-4]
- Hári Pál (1869–1933) biokémikus [5B-11-25]
- Harkányi Endre (1934–2025) színész
- Harsányi Iván (1930–2018) történész [12/1-3-31]
- Hartmann László (1901–1938) Grand Prix autóversenyző [1A-1-15]
- Hasenfeld Manó (1836–1905) orvos [1-5-3]
- Határ András (1942–2017) urológus [2-3-47]
- Hatsek Ignác (1828–1902) térképész
- Hatvani Ede (1859–1927) énekes [40-5-6]
- Hauser Emma (1886–1945) orvos [A-1-14]
- Havas Adolf (1854–1917) bőrgyógyász, egyetemi tanár [3bal-83-2]
- Hazai Hugó (1867–1930) író, újságíró, lapszerkesztő [15-2-22]
- Hegedűs Ármin (1869–1945) építész
- Hegyi Béla (1858–1922) zeneszerző [16-22-31]
- Heidelberg Sándor (1871–1918) építész [4-14-20]
- Heller Ágnes (1929–2019) filozófus, esztéta [3E1-9-1]
- Heller László (1907–1980) gépészmérnök [5B-1-7]
- Herendi Manci (1896–1973) színésznő, operettszubrett, énekesnő [47-U2-1]
- Herman Lipót (1884–1972) festőművész [5B-5-1]
- Hermann Emil (1879–1953) urológus [9-8-1]
- Hertzka Károly (1849–1924) orvos [1-9-18]
- Hevesi Janka (1863–1937) opera-énekesnő [25-11-34]
- Himmler Miksa (1874–1931) építész [10-20-1]
- Hoffmann Mór (1843–1915) pedagógus, lapszerkesztő, szakíró
- Holder József (1893–1945) költő, újságíró, műfordító [C-5-39]
- Holló Imre (1906–1971) villamosmérnök [3C-2-6]
- Holló Márton (1872–1943) író, újságíró [17A-1-30]
- Homonnai Albert (1882–1911) költő, író, műfordító [20-39-3]
- Horovitz József (1880–1952) főrabbi [4A-10-11]
- Horváth Kálmán (1877–1948) színész, operetténekes, színigazgató [17D-18-33]
- Horváth Miksa (1873–1941) szőnyeggyáros, kormányfőtanácsos [3A-11-7]
- Hoselitz Gyula (1875–1925) ügyvéd, műgyűjtő
- Hönig Adolf (1881–1960) szemész, kórházi főorvos [1C-4-30]
- Hönig Dezső (1867–1927) építész [17A-19-2]
- Hűvös József (1848–1914) ügyvéd, közlekedési szakember
- Hűvös Kornél (1875–1905) író, jogász

## I
- Illés József (1860–1935) újságíró, kiadóhivatali igazgató [15-2-45]
- Ilosvai Hugó (1867–1933) újságíró, műfordító [30A-5-46]

## J
- Jacobi József (1874–1945) belgyógyász [1A-3-19]
- Jakab Ödön (1894–1947) festőművész, képrestaurátor [26-15-38]
- Jámbor Lajos (1869–1955) építész [7-3-22]
- Jászai Samu (1859–1927) politikus, nyomdász, szerkesztő [15-2-3]
- Jób Dániel (1880–1955) rendező, író, színházigazgató [1C-6-27]
- Justus Jakab (1866–1940) bőrgyógyász [1B-23-23]

## K

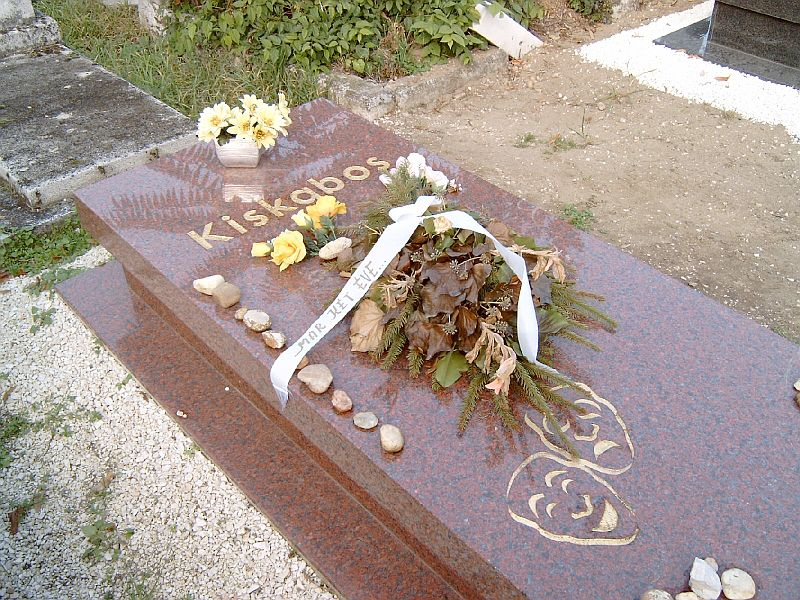
Kabos László komikus, színész sírja

- Kabos László  (1923–2004) színész, komikus (Kiskabos) [5B-9-12]
- Kádár Béla (1877–1956) festőművész [3-74-7]
- Káldor Lipót (1885–1955) labdarúgó
- Kálmán Jenő (1885–1968) újságíró, humorista [5B-8-19]
- Kálmán Oszkár (1887–1971) operaénekes [5B-1-16]
- Kálnoki Izidor (1863–1930) újságíró, író, műfordító [5B-11-11]
- Kanizsai Dezső (1886–1981) gyógypedagógus [15A-40-27]
- Kaplonyi Károly (1918–1971) agrármérnök, író, kiadói szerkesztő [38A-37-34]
- Karczag Zoltán (1881–1944) festő [23-36-32]
- Kardos Gábor (1881–1942) festőművész [23-8-14]
- Kármán Mór (1843–1915) pedagógus, neveléstudós [5A-18-1]
- Kárpáti Károly (1906–1996) olimpiai bajnok birkózó [5B-5-31]
- Kaszab Elemér (1878–1945) gyáros, műgyűjtő [3D-1-8]
- Kaszab Gyula (1863–1934) laptulajdonos, gyáros [3D-1-5]
- Kaszab Ilona (1874–1954) költő [3jobb-68-27]
- Katona Nándor (1864–1932) festőművész [5B-11-27]
- Kecskeméti Vilmos (1874–1937) újságíró, lapszerkesztő [1A-1-26]
- Kelemen Géza (1854–1914) tanár [31-18-42]
- Kelen Hugó (1888–1956) zeneszerző, énektanár, korrepetitor [5B-10-30]
- Keleti Ágnes (1921–2025) ötszörös olimpiai bajnok tornász, a nemzet sportolója
- Keleti Artúr (1889–1969) költő, műfordító [1D-39-2]
- Kellér Andor (1903–1963) író, újságíró [5B-8-10]
- Kellér Dezső (1905–1986) író, humorista [4B-8]
- Kellner Dániel (1895–1955) orvos [17B-21-25]
- Kemény Imre (1891–1974) fogorvos, egyetemi tanár [F-7-1]
- Keményffi Gizella (1869–1959) operaénekes, énektanár
- Kenéz-Kurländer Ede (1870–1952) ügyvéd, laptulajdonos- és szerkesztő [1C-5-18]
- Keszi Imre (1910–1974) író, kritikus, zenetudós [5B-8-21]
- Keszler József (1846–1927) újságíró, műkritikus [5B-11-9]
- Kézdy György (1936–2013) színész
- Királyhegyi Pál (1900–1981) író, humorista [A-18-17]
- Kishegyi Árpád (1922–1978) operaénekes [5B-1-15]
- Kisteleki Ede (1861–1931) író, költő [15-2-31]
- Klug Lipót (1854–1945) matematikus [5B-10-13]
- Knopp József (1824–1899) festőművész [2-13-4]
- Kóbor Noémi (1896–1959) író, kritikus, műfordító [5B-8-13]
- Kóbor Tamás (1867–1942) író [5B-10-5]
- Kohlbach Bertalan (1866–1944) rabbi, tanár, folklórkutató [1B-20-34]
- Kolozsvári Andor (1900–1982) író, forgatókönyvíró, rendező, grafikus, dramaturg [U2-51-23]
- Komjádi Béla (1892–1933) sportvezető, a vízilabda magyarországi meghonosítója [3C-11-23]
- Komor Arnold (1861–1938) építészmérnök, miniszteri tanácsos [15-3-11]
- Komor Gyula (1867–1943) író, színikritikus, dramaturg [17A-36-1]
- Kondor Bernát (1884–1942) nyomdász, agitátor, politikus [1A-10-7]
- Kondor Ernő (1884–1951) színész, nótaszerző [1C-6]
- Koppenstein Ernő (1901–1971) orvos, radiológus [5B-7-13]
- Kornay Mariann (1930–2004) színésznő [15-1-48]
- Kovács Erzsébet (1934–2017) röplabdázó
- Kovács Emil (1885–1950) producer [17A-16-35]
- Kovács Rezső (1863–1942) pedagógus [17B-7-17]
- Körmöczi Zoltán (1876–1958) fogorvos, lapszerkesztő [4-23-10]
- Köves Izsó (1853–1916) rajztanár, festőművész [30-21-1]
- Köves J. Julianna (1942–2023) könyvkiadó, szakíró
- Kőnig Vilmos (1854–1930) ügyvéd, jogász [16-2-46]
- Krausz Gábor (1875–1958) építész [15-13-21]
- Krausz Mihály (1897–1940) operettszerző (Krasznai Krausz Mihály néven) [17B–4–17]
- Kun Ferenc (1892–1976) gyógyszerész [F-15-8]
- Kúnos Ignác (1860–1945) nyelvész, folklorista [5B-10-22]
- Kunos István (1901–1991) belgyógyász, egyetemi docens, kandidátus [5B-10-34]
- Kunvári Bella (1895–1979) fogorvos, nőmozgalmi aktivista, műgyűjtő [9-11-22]
- Kunvári Lilla (1897–1984) szobrász-és éremművész [17A-1-29]

## L
- Ladányi Ilona (1901–1952) opera-énekesnő [1C-6-14]
- Lajta Béla (1873–1920) építész [3jobb-74-41]
- Lajtai Lajos (1900–1966) zeneszerző [3C-2-1[
- Lakos Alfréd (1870–1961) festőművész [1C-10-19]
- Láng György (1908–1976) író, zeneszerző [B-22-1]
- Langer Klára (1912–1973) fotográfus [F-10-33]
- Lantos Béla (1904–1957) költő, író, dramaturg [22-24-34]
- László Zsigmond (1893–1981) zenetörténész [5B-9-7]
- Lázár Lajos (1885–1936) filmrendező, producer, gyártásvezető [25-7-38]
- Lázár Ödön (1873–1946) színházi titkár, rendező, színházigazgató [17B-22-18]
- Lazarovits Lajos (1888–1967) orvos [15-4-2]
- Lazarus Adolf (1855–1925) kántor
- Léderer Miksa (1869–1932) ügyvéd, ügyész [15-20-15]
- Lénárd Béla (1892–1960) színész [1C-6-31]
- Lengyel István (1891–1970) újságíró, író, költő, humorista, lapszerkesztő [1E-2-26]
- Lengyel László (1883–1935) újságíró, a Pester Loyd főszerkesztője [15-2-47]
- Lenkei Henrik (1863–1943) író, költő, műfordító, tanár [1A-6-14]
- Leszlényi Imre (1855–1940) ügyvéd, jogi doktor, gyorsíró [17-2-35]
- Liebmann Mór (1843–1908) orvos, szülész-nőgyógyász, sebész, egyetemi magántanár
- Ligeti Pál (1885–1941) építész, festőművész, művészeti író [A1-7-26]
- Lilienthal Andor (1911–2010) sakkozó, nemzetközi nagymester
- Lőw Sámuel (1846–1936) orvos, belgyógyász, balneológus [5B-11-31]
- Lukács Ferenc (1891–1918) matematikus [21-35-47]

## M

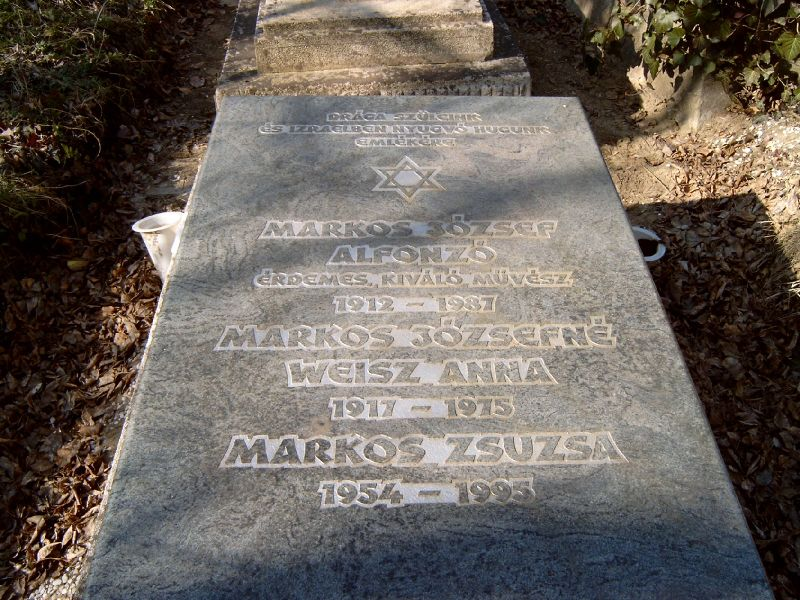
Alfonzó sírja

- Magyar Mannheimer Gusztáv (1859–1937) festőművész [5B-11-30]
- Mahler Ede (1857–1945) orientalista, csillagász, egyiptológus [5B-10-15]
- Mai Manó (1855–1917) fényképészmester, szakíró [10-4-1]
- Major Ida (1920–2005) színésznő, énekesnő, bábművész, előadóművész [5B-8-11]
- Málnai Mihály (1860–1945) bölcseleti doktor, tanár [9-21-13]
- Mandel Sámuel (1875–1943) rabbi
- Mandl Bernát (1852–1940) pedagógus, történetíró, újságíró [1B-9-18]
- Mandovszky Manfréd (1870–1946) újságíró, lapszerkesztő [24-33-37]
- Mandovszky Richárd (1868–1927) újságíró [15-2-6]
- Mangold Henrik (1828–1912) orvos, balneológus [5A-36-26]
- Mann József (1856–1932) építész
- Mányai Zsigmond (1877–1922) színész, operaénekes
- Marberger Sándor (1871–1944) orvos, tüdőgyógyász [17D-5-34]
- Marczali Henrik (1856–1940) történetíró [5B-10-1]
- Markos József (1912–1987) színész (Alfonzó) [38A-74-11]
- Markó Iván (1947–2022) táncművész, koreográfus, balettigazgató
- Márkus Dezső  (1870–1948) karnagy [5-1-20]
- Máté Miklós (1906–1984) rabbi
- Menczer Samu (1869–1943) nagykereskedő [17-7-14]
- Mezei Ernő (1850–1932) újságíró, politikus [5B-11-24]
- Mezey Ferenc (1860–1927) jogász, lapszerkesztő [3jobb-29-27]
- Mezőfi Vilmos (1870–1947) újságíró, politikus [5B-10-20]
- Mohr Mihály (1861–1924) szemészorvos, egyetemi tanár [10A-6-40]
- Moldova György (1934–2022) író
- Molnár Béla (1886–1962) sebészorvos, egyetemi tanár [5B-6-2]
- Molnár Géza (1870–1933) zenetörténész [5B-11-26]
- Molnár Jenő (1880–1933) író, költő, hírlapíró, lapszerkesztő [15-2-39]
- Mosonyi Albert (1869–1958) bányaorvos [5A-46-40]
- Munkácsi Bernát (1960–1937) nyelvész, néprajztudós [1B-22-1]
- Munkácsi Ernő (1896–1950) ügyvéd, művészeti író, múzeumigazgató [4A-10-4]
- Murányi Gyula (1881–1920) szobrász-és éremművész [4-15-2]

## N
- Nádai Pál (1881–1945) újságíró, művészeti író [1A-9-19]
- Nádor Henrik (1884–1974) orvos, belgyógyász [5B-6-11]
- Nádor Jenő (1892–1970) újságíró [1E-10-29]
- Nádor József (1876–1967) dalszerző, zeneszerző, zeneműkiadó [1A-1-1]
- Nagy Izsó (1863–1926) építész [5-47-39]
- Nagy Samu (1866–1945) gyógyszerész, szakíró, szerkesztő [24A-43-17]
- Naményi Lajos (1892–1962) orvos [1C-2-14]
- Nay Rezső Rudolf (1853–1907) építész [8-11-40]
- Nemes György (1905–1938) grafikus [17A-5-3]
- Nemes László (1920–2018) író, újságíró, műfordító
- Nemes Lipót (1886–1960) pedagógus [39-5D-1]
- Neubauer Adolf (1869–1944) fül-orr-gégész, orvos [1B-23-32]
- Neumann Ármin (1845–1909) ügyvéd, jogi író [5-1-14]
- Ney Dávid (1842–1905) operaénekes [2-2-14]
- Nóti Károly (1892–1954) író, kabarészerző [1C-6-21]
- Novák Ede (1888–1951) építész [17-41-40]

## Ny
- Nyárai Antal (1868–1920) színész [11-9-20]

## O, Ó
- Oppenheim Simon (1753–1851) rabbi
- Orbán Jenő (1879–1963) építészmérnök [17A-2-14]
- Ormody Vilmos (1838–1932) biztosítótársasági vezérigazgató, közgazdasági író
- Osvát Ernő (1876–1929) szerkesztő, író [15-35-3]

## Ö, Ő
- Örlős Endre (1903–1988) sebész [5B-6-13]

## P
- Paál Jób (1888–1962) újságíró, riporter [17A-5-31]
- Pallós Tivadar (1887–1950) zeneszerző, karmester, zenetanár [17A-26-2]
- Pálmai Lajos (1866–1937) közjegyző, politikus [5B-11-32]
- Palotai Hugó (1876–1924) újságíró, lapszerkesztő [16-27-18]
- Pap Dávid (1868–1919) ügyvéd, közgazdasági író, szakíró
- Pásztor Ferike (1890–1968) énekesnő (szoprán) [5A-26-19]
- Paunz Márk (1869–1938) fül-orr-gégész, kórházi főorvos, egyetemi tanár
- Pécsi József (1889–1956) fotóművész [17B-8-38]
- Peisner Ignác (1855–1924) újságíró [16-2-34]
- Perlmutter Izsák (1866–1932) festőművész [5B-11-13]
- Perlrott-Csaba Vilmos (1882–1955) festőművész [5B-8-3]
- Pewny Irén (1866–1916) opera- és hangverseny-énekesnő [24A-14-1]
- Pintér Ignác (1861–1934) pedagógus [1B-10-9]
- Pfeifer Ignác (1862–1941) vegyészmérnök [5B-10-2]
- Pless Ferenc (1898–1957) filmproducer, gyártásvezető [11-23-1]
- Preis Károly (1870–1950) bőrgyógyász, urológus [17A-18-4]
- Polgár László (1947–2010) operaénekes
- Pollák Illés (1852–1930) ügyvéd, szakíró, publicista [5A-4-37]
- Popper Péter (1933–2010) pszichológus [1E-10-7]
- Porosz Mór (1867–1935) bőrgyógyász, venerológus, urológus, szakíró [15-18-14]
- Purjesz Ignác (1852–1928) orvos [5A-1-42]
- Purjesz Lajos (1881–1925) lapszerkesztő [5-1-41]

## R
- Radnai Erzsi (1900–1983) opera-énekesnő [4-23-5]
- Rados Dezső (1891–1974) hegedűtanár [15A-41-5]
- Rakonitz Jenő (1899–1963) ideggyógyász, egyetemi tanár [5B-7-4]
- Ránki György (1930–1988) történész [5B-1-12]
- Ránki Lívia (1924–2011) zongoraművész [17-33-1]
- Ráskai Ferenc (1880–1942) író, újságíró [1A-8-20]
- Reichard József (1903–1977) orvos [17A-4-4]
- Reichard Zsigmond (1863–1916) ügyvéd, jogi szakíró, bíró [4-20-1]
- Reinitz Béla (1878–1943) zeneszerző [5B-8-5]
- Relle Gabriella (1902–1975) opera-énekesnő [1D-14-1]
- Reschofsky Sándor (1883–1972) zongoraművész, zeneszerző [39-24-41]
- Réthy Annie (1911–1981) színésznő [17C-9-5]
- Réthy Mór (1846–1925) matematikus [5B-11-3]
- Révai Manó (1873-1918) középiskolai tanár [5A-23-2]
- Révész Vidor (1886–1939) röntgenológus
- Richter Hugó (1887–1945) ideggyógyász, egyetemi tanár [5B-10-14]
- Richtmann Mózes (1880–1972) rabbi, tanár, szerkesztő [4A-9-6]
- Román András (1929–2005) építészmérnök, művészettörténész, építészettörténész
- Roóz Rezső (1879–1963) újságíró, lapszerkesztő [1C-6-33]
- Róna Béla (1871–1928) író, újságíró, szerkesztő, műfordító, kritikus [41-2-7]
- Róna József (1861–1939) szobrász [3C-11-19]
- Róna Lajos (1869–1942) újságíró, lapszerkesztő [23-20-4]
- Róna Lajos (1882–1934) újságíró [15-2-24]
- Rónai Mihály (1879–1945) író, állatorvos [A-1-14]
- Rostás Oszkár (1899–1988) orvos [1E-1-16]
- Rothman Ármin (1860–1932) fogorvos, egyetemi oktató
- Rott Sándor (1868–1942) színész [17-1-17]
- Róth Manó (1868–1935) iparművész, üvegfestő [38-37-9]
- Rózsa Ignác (1876–1960) pedagógus, író [1D-2-2]
- Rózsa István (1916–1968) műfordító, kiadói szerkesztő [4-42-10]
- Rózsavölgyi Márk (1788–1848) zeneszerző [4-1-1]
- Rubinyi Mózes (1881–1965) irodalomtörténész [5B-9-2]
- Ruttkay György (1863–1913) újságíró, színműíró [5-1-21]

## S

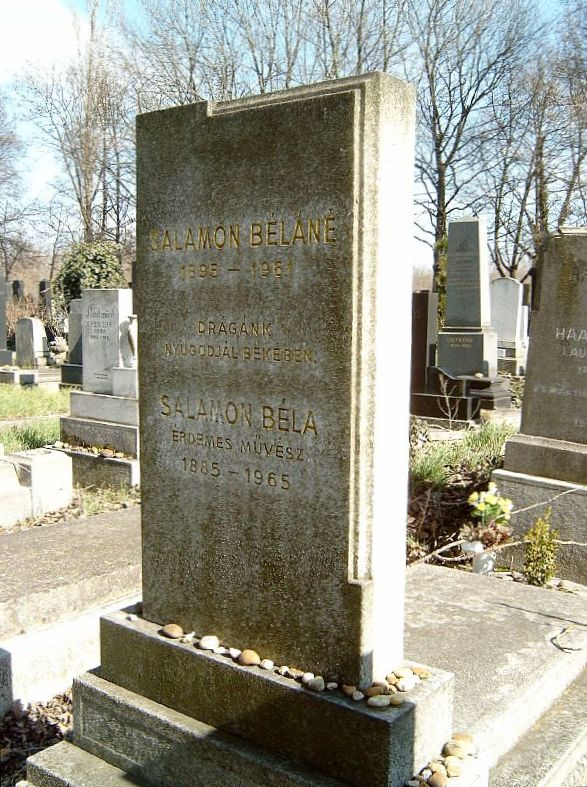
Salamon Béla sírja

- Salamon Béla  (1885–1965)  színész, színházigazgató, humorista [1C-2-29]
- Salamon Henrik (1865–1944) fogorvos, szakíró [5B-10-11]
- Ság Manó (1852–1940) ügyvéd, politikus [15-23-43]
- Sándor Anna (1950–2022) gordonkaművész
- Sándor Árpád (1896–1972) zongoraművész, zenekritikus [4-38-21]
- Sándor Frigyes (1905–1979) hegedűművész, hangversenymester, karmester, zenetanár [4-38-21]
- Sándor Imre (1892–1943) író, újságíró, műfordító [17A-1-29]
- Sándor Renée (1899–1977) zongoraművész [4-38-20]
- Sándor Vilmos (1903–1962) gazdaságtörténész [24A-1-9]
- Sarkadi Aladár (1874–1949) színész, komikus [1C-6-6]
- Sarlós László (1920–2002) a Zeneműkiadó Vállalat igazgatója, a Magyar könyvkiadók és Könyvterjesztők Egyesülése elnöke [5C-8-22]
- Sarlós Zsuzsa (1927–2007) újságíró, műfordító [5C-9-30]
- Sas Ármin (1861–1903) mészáros iparos, lapszerkesztő [2-30-10]
- Sas József (1939–2021) Jászai Mari-díjas humorista, színész, érdemes és kiváló művész [5B-8-26]
- Sas Náci Miklós (1875–1926) dalköltő [17-2-6]
- Sásdi Sándor (1898–1992) író, újságíró [5B-9-8]
- Sass Irén (1898–1969) író, költő, újságíró [38D-57-19]
- Sasvári Ármin (1853–1924) újságíró, muzeológus [16-3-18]
- Schächter Miksa (1859–1917) igazságügyi szakértő, egyetemi tanár, orvos [2A-6-41]
- Scheiber Hugó (1873–1950) festőművész [11-31-26]
- Scheiber Sándor (1913–1985) főrabbi, irodalomtörténész, a nyelvtudományok doktora, a Rabbiképző Intézet igazgatója [4A-11-14]
- Schein Mór (1864–1929) bőrgyógyász [15-9-10]
- Schill Imre (1888–1954) belgyógyász, kórházi főorvos, az orvostudományok kandidátusa [5B-7-1]
- Schill Salamon (1849–1918) tanár, filológus [5-1-27]
- Schiller Henrik (1851–1924) ügyvéd, jogász, hírlapíró [3balA-74-1]
- Schiller Zsigmond (1847–1920) ügyvéd, újságíró, lapszerkesztő, botanikus [7-6-10]
- Schwarczmann Pál (1904–1980) orvos, belgyógyász, egyetemi oktató [5B-5-3]
- Schwarcz Jenő (1864–1943) építész
- Schwarz Artúr (1855–1917) neurológus, egyetemi magántanár [5A-1-7]
- Schwarz Mór (1848–1925) tanár, hírlapíró [21A-32-3]
- Schweitzer József (1922-2015) nyugalmazott országos főrabbi
- Sebestyén Arnold (1883–1930) újságíró, lapkiadó [5B-11-14]
- Sebestyén Dezső (1895–1974) színigazgató [1A-2-16]
- Sebestyén Géza (1878–1936) színész, színigazgató [1A-1-20]
- Sebestyén Jenő (1881–1949) színész [17B-23-22]
- Sebestyén Mihály (1893–1977) színész, színigazgató [F-18-29]
- Selényi Pál (1884–1954) kísérleti fizikus [5B-6-1]
- Seress Rezső (1889–1968) zeneszerző [3C-7-3]
- Sichermann Bernát (1860–1934) ügyvéd, jogi szakíró [19A-2-1]
- Silberstein Adolf (1845–1899) újságíró, kritikus [2-2-1]
- Simai Ödön (1879–1929) nyelvész, tanár [39-3-16]
- Simon Böske (1909–1970) az első magyar szépségkirálynő (1929) [1C-6-27]
- Simon Tamás (1935–1956) költő [1C-6-28]
- Simon Vilmos (1876–1936) újságíró, haditudósító [17A-5-39]
- Sipos Péter (1935–2017) történész
- Soltész Adolf (1866–1937) közgazdasági író, hírlapíró [1A-3-6]
- Somló Tamás (1947–2016) énekes, zenész, dalszerző [5B-6-39]
- Somlyó Zoltán (1882–1937) költő, műfordító [17A-5-15]
- Somogyi Ede (1852–1921) újságíró, író, műfordító [16-32-14]
- Sós Endre (1905–1969) újságíró, író, költő, hitközségi elnök [4A-1-1]
- Spät István (1904–1976) bőrgyógyász, venerológus [5B-7-19]
- Spéter Erzsébet (1915–2007) művészeti mecénás [12/1-7-11]
- Spiegel Frigyes (1866–1933) építész [30B-4-28]
- Springer Márta (1925–2022) dramaturg
- Stein Fülöp (1867–1918) orvos [28-44-1]
- Steinberger Sarolta (1875–1966) az első magyar orvosnő, szülész-nőgyógyász [5B-7-10]
- Stella Adorján (1897–1967) újságíró, humorista [5B-8-12]
- Sternberg Ármin (1861–1928) császári és királyi hangszergyáros [5-3-20]
- Sterk Izidor (1860–1935) építész [3jobb-67-6]
- Stiller Bertalan (1837–1922) belgyógyász, egyetemi tanár [39-88-49]
- Strasser Miksa (1864–1934) mérnök, újságíró, lapszerkesztő [1B-12-20]
- Strausz Adolf (1853–1944) publicista, utazó, katonatiszt [1B-23-27]
- Strausz Ödön (1858–1920) építész [5A-4-35]
- Strelisky Lipót (1816–1905) fényképész [1-5-5]
- Sturm Albert (1851–1909) újságíró, író, műfordító [5-1-15]
- Sugár János (1922–2010) patológus, egyetemi tanár

## Sz
- Szabó László (1917–1998) sakknagymester [5B-2-36]
- Szabolcs Ernő (1887–1964) színész, rendező, színigazgató [1C-3-37]
- Szabolcsi Lajos (1889–1943) író [5B-11-20]
- Szabolcsi Miksa (1857–1915) újságíró [5B-11-20]
- Szamosi Elza (1881–1924) operaénekes [9]
- Szántó Kálmán (1861–1923) tanár, író [17-26-39]
- Szántó Mihály (1847–1908) ügyész, miniszteri tanácsos
- Szarvasi Soma (1861–1940) színész [23-27-24]
- Szász Menyhért (1893–1939) író, költő, újságíró [1B-14-26]
- Szécsén Mihály (1897–1968) író, színpadi szerző [5B-9-3]
- Szegheő Endre (1877–1933) színész [30B-16-11]
- Székács-Schönberger István (1907–1999) pszichoanalitikus [1B-5-5]
- Székely Dezső (1883–1953) műépítész
- Székely Ferenc (1842–1921) jogász, igazságügy-miniszter (1910–13) [5B-11-21]
- Székely Marcell (1872–1949) építész
- Székely Sámuel (1857–1926) újságíró [2A-24-3]
- Székhelyi József (1946–2018) színész, rendező [5B-10-35]
- Szemere Samu (1881–1978) filozófiai író, esztéta [5B-8-7]
- Szenes Andor (1899–1936) költő [12-2-46]
- Szenes Béla (1894–1927) író, színpadi szerző [5B-11-47]
- Szenes Hanna (1921–1944), Izrael nemzeti hőse átmenetileg volt itt eltemetve, később Izraelben temették újra.[1]
- Szenes Iván (1924–2010) író, dalszövegíró, zeneszerző [16-1-01]
- Szenkár Nándor (1857–1927) karmester, zeneszerző [15-32-7]
- Szentiványi Kálmán (1883–1950) színész [1C-6-7]
- Szepesi Endre (1906–1977) villamosmérnök, egyetemi tanár [22-3-39]
- Szép Ernő (1884–1953) költő, író [5B-10-28]
- Szigeti Gyula (1879–1929) klasszika-filológus [U1-6-3]
- Sziklai Szeréna (1872–1949) énekesnő [11-31-22]
- Sziklay József (1889–1940) színész [17A-2-8]
- Sziklay Kornél (1869–1919) színész [11-19-1]
- Szilágyi Arabella (1861–1918) opera-énekesnő [19A-12-20]
- Szilágyi Vilmos (1861–1926) színész, rendező [16-3-33]
- Szilasi Móric (1854–1905) nyelvész [2-2-13]
- Szily Adolf (1848–1920) szemészorvos, egyetemi tanár [5-1-34]
- Szirtes Artúr (1884–1927) szociológus, költő, író [3bal-74-14]
- Szomaházy István (1864–1927) író [5B-11-17]
- Szomory Dezső (1869–1944) író, drámaíró [1A-10-20]
- Szőke Imre (1879–1938) építész [17A-28-37]

## T

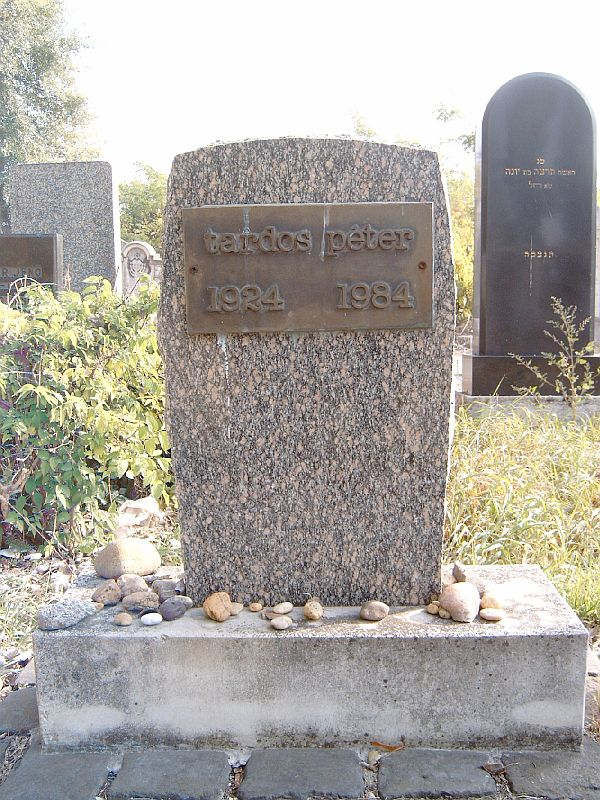
Tardos Péter sírja

- Tábori András (1927–1989) újságíró [38D-16-16]
- Tábori Emil (1874–1936) színész, színműíró [17A-5-19]
- Tábori Róbert (1855–1906) író, újságíró [7-12-41]
- Tardos Péter (1924–1984) zeneszerző, szövegíró, újságíró [5B-9-39]
- Tarján Vilmos (1881–1947) színész, konferanszié, színházigazgató [15-18-15]
- Tabi László (1910–1989) író, újságíró, szerkesztő, publicista, humorista [F-32-4]
- Tauszig Béla (1883–1973) építész [15-41-43]
- Tauszky Jolán (1895-1935) zongoratanár [30A-25-7]
- Teleki Ilona (1890–1976) színművész [5C-47-38]
- Tevan Andor (1889–1955)  nyomdász, könyvművész [17A/1-10-1]
- Tornai Gyula (1961–1928) festőművész [5B-11-16]
- Török Lajos (1863–1945) bőrgyógyász, egyetemi tanár [4-20-8]
- Tull Ödön (1870–1911) festő, grafikus [5-1-18]

## U, Ú
- Újvári Péter (1869–1931) író, újságíró [15-2-26]
- Ungvári Tamás (1930–2019) író, műfordító, irodalomtörténész, egyetemi tanár
- Unterberg Jenő (1876–1956) belgyógyász
- Upor József (1877–1938) színházigazgató, kávés
- Urai László (1920–1987) orvos, angiológus, egyetemi tanár, az orvostudományok kandidátusa [3D-4-1]

## V
- Vaály Ilona (1894–1964) színésznő [3A-4-21]
- Vágó Béla (1871–1931) színész, rendező [15-2-27]
- Vágó Géza (1882–1942) színész, színműíró, színigazgató, színházi rendező [17B-2-21]
- Vágó István (1924–2019) villamosmérnök
- Vágó József (1877–1948) közgazdász, közgazdasági író, újságíró [5B-10-24]
- Vajda Júlia (1913–1982) festőművész, grafikus [17C-4-17]
- Vajda László (1877–1933) író, forgatókönyvíró, újságíró, színházi rendező [15-2-38]
- Vajk Artúr (1893–1966) bányamérnök, szakíró [4-48-4]
- Varga Gyula (1902–1973) orvos, fül-orr-gégész, egyetemi tanár [5B-7-17]
- Várkonyi Gyula (1930–2021) szinkronrendező
- Várnai Dániel (1881–1962) író, újságíró, műfordító, politikus [1C-6-35]
- Várnai István (1890–1930) újságíró, lapszerkesztő [30A-9-5]
- Várnai Jenő (1872–1961) színész [33C-29-23]
- Várnai László (1885–1941) színész [17B-16-30]
- Varsányi Pál (1902–1990) grafikus [5-1-23]
- Veigelsberg Leó (1846–1907) hírlapíró, főszerkesztő [5-1-10]
- Venetianer Rózsi (1909–1975) zongorista, zongoratanár [U3-4-23]
- Vér Mátyás (1874–1955) író
- Verbőczy Ila (1906–1968) énekművész [5B-2-1]
- Vermes Magda (1903–1986) műfordító, könyvkereskedő [U1-24-15]
- Vida Artúr (1880–1934) építész [17-21-49]
- Vidor Zsigmond (1835–1908) orvos, szemész [1-21-2]
- Vihar Béla (1908–1978) költő [5B-9-29]
- Vince Pál (1909–1994) építész [22-3-29]
- Virágh Jenő (1881–1943) színész, komikus, színházi rendező [17B-4-5]
- Virány László (1905–1988) karmester [U2-72-27]
- Visontai Soma (1854–1925) ügyvéd, újságíró, politikus [5-1-43]

## W
- Israel Wahrmann (1755–1826) rabbi [4-1-25]
- Waldapfel János (1866–1935) pedagógus, szakíró [11-5-26]
- Wallesz Jenő (1871–1943) újságíró, író [1A-8-18]
- Weigl Géza (1881–1930) újságíró, műfordító [15-2-23]
- Weiner Samu (1874–1944) malomipari szakértő, a Gőzmalom Rt. igazgatója [3C-1-9]
- Weil Lipót (1878–1938) műépítész [38A-49-35]
- Weinmann Ármin (1850–1912) újságíró, lapszerkesztő [5A-29-20]
- Weinréb Fülöp (1863–1934) építész
- Weinstein Pál (1906–1979) orvos, szemorvos [5B-7-3]
- Weiss István (1895–1966) belgyógyász, egyetemi magántanár, műgyűjtő
- Weisz Ármin (1888–1933) orvos, röntgenológus [1B-23-14]
- Weisz Miksa (1872–1931) rabbi, egyetemi tanár [4-1-11]
- Weisz Mór (1872–1929) rabbi
- Weisz Richárd (1879–1945) olimpiai bajnok birkózó [3C-10-17]
- Wellisch Gyula (1859–1940) építész
- Wellisch Hugó (1860–1918) építész [3J-60-37]
- Wellisch Sándor (1855–1931) építész
- Weltner Jakab (1873–1936) újságíró, politikus [1A-1-3]
- Werkner Lajos (1883–1943) olimpiai bajnok vívó [5-27-1]
- Widder Félix Bódog (1874–1939) festő, grafikus [17A-4-7]
- Wittmann Ferenc (1860–1932) fizikus, egyetemi tanár [5B-11-12]
- Wittmann Viktor (1889–1915) gépészmérnök, repülőgép-szerkesztő, pilóta [5-1-23]
- Wix György (1924–1965) orvos, mikrobiológus [5B-7-9]
- Wolf Vilmos (1853–1925) ügyvéd, szakíró, újságíró [5AD-4-37]

## Z
- Zahler Emil (1875–1956) orvos, hitközségi vezető [5B-10-31]
- Zilahi Simon (1849–1913) újságíró, kiadóhivatali igazgató [5A-4-11]
- Zilzer Antal (1860–1921) festőművész [5A-2-35]
- Zilzer Hajnalka (1893–1947) szobrászművész, keramikus
- Zobor Jenő (1898–1959) festőművész [26-26-38]
- Zolnai Jenő (1911–1971) zongoraművész, zeneszerző, zenetanár [1E-2-27]
- Zoltán Béla (1868–1933) gyógyszerész [5-47-10]

## Zs

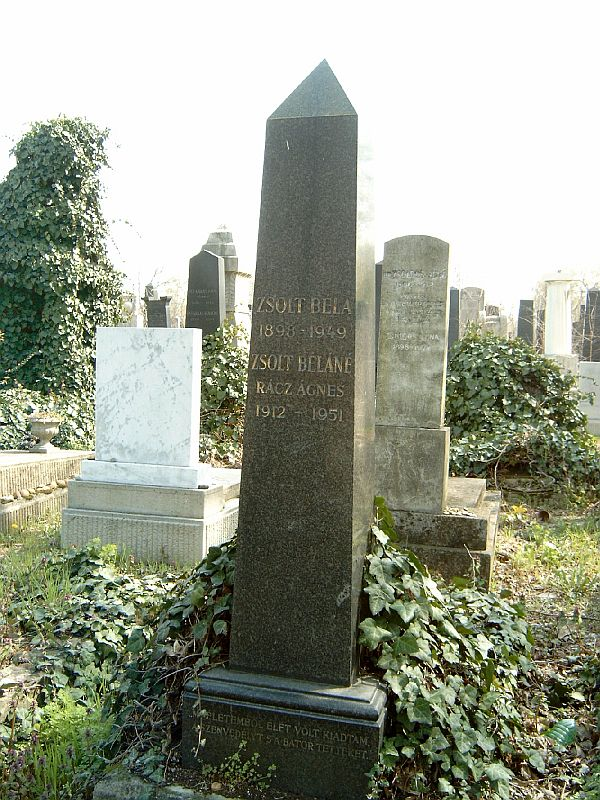
Zsolt Béla

- Zsoldos Jenő (1896–1972) irodalomtörténész [5B-9-4]
- Zsolt Béla (1895–1949) író, újságíró [5B-8-4]